# ماري (تركمانستان)
ماري (بالروسية: Мары )‏ هي مدينة، في تركمانستان، تتبع محافظة ماري ، وهي عاصمتها، بلغ عدد سكانها 126,141 نسمة، رمزها البريدي هو 745400.
قديمًا كانت تدعى بمرو الشاهجان أو اختصارا مرو

## مدن توأم
المدن التوأم:
- جدة
- إسطنبول
- سمرقند.

## أعلام
- نظر بتروسيان
- يلينا بونر
- ميكان نصيروف
- محمد شيباني خان